# Icon (Band)
Icon ist ein Duo-Projekt der britischen Musiker John Wetton (Gitarre, Bass, Gesang) und Geoff Downes (Klavier, Keyboards), das auch unter dem Namen Wetton/Downes bekannt ist.

## Vorgeschichte
John Wetton (ehem. King Crimson, Uriah Heep und UK) tat sich 1980 auf Anregung des Yes-Managers Brian Lane mit dem Gitarristen Steve Howe zusammen, der gerade sein Engagement bei den Progressive-Rock-Vorreitern Yes beendet hatte. Als Nächstes wurden Schlagzeuger Carl Palmer, zuvor bei Emerson, Lake and Palmer, und Keyboarder Geoff Downes in die neue Band geholt, der davor den Hit Video killed the Radio Star (The Buggles, 1980) geschrieben hatte. Die vier Musiker nannten sich Asia.
Die Lieder Heat of the Moment, Only Time will tell, Sole Survivor, Wildest Dreams, Don’t Cry und The Smile has left your Eyes von den Alben Asia (1982) und Alpha (1983) wurden zu Hits.
Auch unabhängig von Asia arbeiteten beide, wann immer sie sich trafen, an neuen Liedern. Abgesehen von den Asia-Alben ist diese Zusammenarbeit zuerst auf dem Sampler Wetton/Downes von 2001 dokumentiert. Er enthält Demo-Aufnahmen von 1982 bis 1995, darunter auch einige Demos zu Asia-Stücken wie Oh! Carolann/Kari-Anne und Summer sowie Lost In America, das unter dem Titel Long lost Brother of Mine auf dem ABWH-Album Anderson Bruford Wakeman Howe erschienen war, und Christina, ein Solo-Stück Wettons. Auf Kari-Anne sind der Schlagzeuger Michael Sturgis und der Gitarrist Scott Gorham zu hören, mit denen Wetton und Downes 1987 Asia erfolglos wiederzubeleben versucht hatten.
Die CD ist zunächst nur in Japan erschienen und war kurzzeitig auch in den USA zu bekommen. Sie wird aus rechtlichen Gründen nicht mehr nachgepresst.

## Icon
Seit längerem hatte Martin Darvill, Wettons Manager, versucht, Wetton und Downes wieder zusammenzubringen. 2002 lud Wetton Downes zu einer Fan-Club-Convention ein. Downes sagte zu, und zum ersten Mal seit zehn Jahren standen die beiden wieder gemeinsam auf der Bühne, unterstützt von dem Gitarristen John Mitchell, dem Keyboarder John Young (kurzzeitig bei Asia) und Schlagzeuger Steve Christey. Auf Wettons 2003 erschienenem Album Rock of Faith waren dann zwei neue Songs, die er mit Downes geschrieben hatte. Dies kündigte eine erneute Zusammenarbeit der beiden Musiker an.
2005 veröffentlichten Wetton und Downes dann ihr erstes gemeinsam erarbeitetes Duo-Album unter dem Projektnamen Icon (bzw. (John) Wetton/(Geoff) Downes, es nicht ganz klar, ob Icon der Name der Band, des Projekts oder des Albums ist). Es enthielt im Gegensatz zu Wetton/Downes ausschließlich neues Material. John Wetton, der wie immer seine Texte selbst verfasste, verarbeitete in den Texten zu Icon seine Alkoholprobleme, die er im Jahr darauf nach langer Zeit endlich in den Griff bekam, ebenso wie seinen durch diese Probleme verursachten Rauswurf bei Asia (Let me go). Im selben Jahr erschien auch die Single Heat of the Moment '05, die neben einer Version dieses alten Asia-Hits auch eine neue Version von The Smile Has Left Your Eyes, ebenfalls von Asia, enthielt. Im Jahr darauf erschien eine weitere CD mit Unplugged-Versionen alter und neuer Songs, darunter auch der Asia-Hit Heat of the Moment (Acoustic TV Broadcast, 2006). Hierbei wurden Wetton und Downes lediglich durch den Cellisten Hugh McDowell (Ex-Electric Light Orchestra) unterstützt. Es folgte eine Tour, auf der die beiden von dem Gitarristen John Mitchell und dem Schlagzeuger Steve Christey begleitet wurden. Diese Tour ist auf dem Live-Album Icon Live - Never in a Million Years (Live) (2006) dokumentiert.
Im November 2006 erschien dann das zweite Studioalbum in der Besetzung Wetton, Downes, Mitchell, Christey und McDowell mit dem Titel Icon II - Rubicon, das erneut die Alkoholthematik aufgreift - allerdings nun von einer anderen Seite: Wetton hatte seine Probleme überwunden (daher der Titel des Albums). Zwei Stücke auf diesem Album, The Glory of Winning und Tears of Joy, sind in Zusammenarbeit mit Eddie Jobson entstanden.
Mittlerweile zeichnete sich eine Wiedervereinigung von Asia in der Originalbesetzung an. Wetton und Downes sehen Icon als musikalisch völlig unabhängig von Asia an und führen beide Formationen parallel fort: In den Pausen der Reunion-Welttournee gaben Wetton und Downes einige Icon-Konzerte, und auch die Arbeiten an neuen Asia- und Icon-Alben werden separat weitergeführt.
Eine der Spätfolgen von Wettons Alkoholkrankheit hatte zu einer im Frühjahr 2007 nur zufällig entdeckten, durch Arteriosklerose ausgelösten koronaren Herzkrankheit geführt, die nach langem Hin und Her im August desselben Jahres eine Herzoperation nötig machte. Die OP verlief gut, dennoch mussten für den Herbst angekündigte Icon- (und Asia-)Auftritte bis auf weiteres abgesagt werden. Im Frühjahr 2008 gingen Asia dann wieder auf Tour.
Am 11. Juli 2008 erschien eine Pressemitteilung, die ein neues Album und eine begleitende Tournee Wettons und Downes’ für das Frühjahr 2009 ankündigte. Ende Januar 2009 wurde schließlich der 13. März 2009 als Veröffentlichungsdatum bekannt gegeben.

## Besetzung
- John Wetton (E-Bass, Gitarre, Gesang)
- Geoff Downes (Keyboards, Piano)

mit
- Hugh McDowell (Cello)
- John Mitchell (Gitarre)
- Steve Christey (Schlagzeug)
- Mike Stobbie (Keyboards auf Icon)
- Ian McDonald (Flöte auf Icon)
- Anneke van Giersbergen (Gesang auf Icon 2: Rubicon)
- Katie Jacoby (Violine auf Icon 2: Rubicon)

## Diskografie

### AlsJohn Wetton & Geoffrey Downesbzw.Wetton/Downes
- Wetton/Downes (2001, Demo-Aufnahmen von 1982 bis 95), Stallion Records

### AlsIcon
- Icon (2005), Frontiers Records/UMe Digital (US)
- Acoustic TV Broadcast- Live, 2006, Frontiers Records
- Icon II: Rubicon 2006, Frontiers Records (US)
- Icon Live - Never in a Million Years (Live) (2006), Frontiers Records (US)
- Heat of the Moment ’05 (Single, 2005), Frontiers Records (US)
- Icon III 2009, Frontiers Records (US)
- Urban Psalm Live, 21. Februar 2009, St.Mary-Le-Bow-Church London, 2017 Epicon Records